# 中國汽車系統
中國汽車系統技術有限公司（港交所：1283）是一間從事生產汽車空調壓縮機的公司。
2010年11月，中國汽車系統在香港進行公開招股，計劃發行2.5億股新股，招股價介乎2.35至3.05港元，集資最多7.625億元。 其後，中國汽車系統因招股反應欠佳而推遲上市。
2011年4月，中國汽車系統再次在香港進行公開招股，招股價下調至1.8至2.38元，而發售股數則增至3億股。 但中國汽車系統再終因市況不佳而再推遲上市。

## 外部連結
- 中國汽車系統公司網站